# Eremophila stenophylla
Eremophila stenophylla är en flenörtsväxtart som beskrevs av Chinnock. Eremophila stenophylla ingår i släktet Eremophila och familjen flenörtsväxter. Inga underarter finns listade i Catalogue of Life.